# Chorea (taniec)
Chorea (stgr. χορεία – taniec) – pieśń taneczna będąca swoistym połączeniem muzyki, pieśni poetyckiej i tańca, wywodzona z greckiej tradycji starożytnej. 
Odwoływał się do niej  już Homer w poemacie epickim Iliada. W kulturze europejskiej od pojęcia chorei wywodzi się chór.
Mimo że Grecja nie jest jego wyłączną ojczyzną, to od greckiego chorea wywodzą się nazwy określające tańce tego rodzaju w innych krajach: hora w Rumunii, Mołdawii i Izraelu; choro i kolo w Bułgarii i Serbii  oraz słowiańskie określenie korowód (хоровод w Rosji).